# Angelina Capozzoli
Angelina Capozzoli, née le 25 février 2005, est une actrice américaine.

## Carrière
En 2019, elle apparaît dans un épisode de la série télévisée Les Désastreuses Aventures des orphelins Baudelaire en tant que Beatrice Baudelaire II à l'âge de 10 ans.

## Filmographie

### Cinéma
- 2017 : The Circus Games : Travis
- 2018 : Just Between Us : Jenny
- 2018 : The Adventures of Thomasina Sawyer : Thomasina Sawyer
- 2021 : Music de Sia : une danseuse
- 2022 : The Seven Faces of Jane : Jane jeune

### Télévision
- 2014 : Feed Me : Molly
- 2016 : Heartbeat : une petite fille
- 2017 : Nicky, Ricky, Dicky et Dawn : Flippy
- 2019 : Les Désastreuses Aventures des orphelins Baudelaire : Beatrice Baudelaire II à 10 ans

### Audio
- 2022 : Yaiza : Sara (5 épisodes)